# 통일인민전선
통일인민전선, 통일인민역량 또는 사마기 자나 발라웨가야(Samagi Jana Balawegaya, SJB, 싱할라어: සමගි ජනබලවේගය, 로마자 표기: Samagi Janabalavēgaya, 타밀어: ஐக்கிய மக்கள் சக் தி, 로마자 표기: Aikkiya Makkaḷ Cakti)는 야당 지도자 사지트 프레마다사가 이끄는 정치 동맹이다. 2020년 이후 스리랑카 의회에서 가장 큰 야당 연합이다.
이 동맹은 2020년 스리랑카 국회의원 선거에 출마하기 위해 통일국민당 (스리랑카)(UNP) 실무위원회의 승인을 받아 결성됐다. 2020년 2월 11일, 스리랑카 선거관리위원회는 이 당을 스리랑카에서 인정된 정당으로 받아들였다고 발표했다. 란지스 마두마 반다라(Ranjith Madduma Bandara)가 당 사무총장으로 임명되었다. 자티카 헬라 우루마야(JHU), 스리랑카 무슬림 의회(SLMC), 타밀 진보 동맹(TPA)과 같은 기타 소수 정당이 2020년 2월 12일 새로운 동맹에 합류했다.
이 동맹은 결성된 지 6개월 만에 54석을 획득해 제1야당이 됐다. 동맹이 UNP의 자유-보수주의 원칙을 정치적 견해로 추적하는 동안, 스리랑카 언론의 일부 구성원은 SJB가 시간이 지남에 따라 점진적으로 진보적이고 민주적인 정치 중심으로 이동했으며 심지어 여러 사회민주주의(중도좌파) 사상을 지지한다고 주장했다.